# 回环奘房
回环奘房，位于云南省德宏傣族景颇族自治州瑞丽市畹町镇芒棒行政村回环寨，是上座部佛教奘房，始建于1942年，建筑结构保存完好。回环奘房占地面积3,500平方米，由大殿、诵经楼、龙亭组成，大殿为木结构歇山顶式建筑，坐西向东，面阔8.6米，进深17.2米，重檐四面坡顶，通高7.7米。大殿前为广场，左侧为诵经楼，右侧为正方形三重檐亭式龙亭。2012年5月15日，回环奘房被列入德宏州文物保护单位。:131